# UTAir-Flug 120
Am 2. April 2012 verunglückte eine ATR-72 auf dem UTAir-Flug 120 (Flugnummer: UT120) kurz nach dem Start vom Flughafen Tjumen, wobei 29 Passagiere und 4 Besatzungsmitglieder ums Leben kamen. 10 Passagiere überlebten den Absturz schwer verletzt. Das Flugzeug der UTair befand sich auf dem Weg nach Surgut.

## Fluggerät
Bei dem Flugzeug handelte es sich um eine ATR 72-200 mit dem Kennzeichen VP-BYZ. Das Alter der Maschine betrug 19 Jahre und 5 Monate.

## Unfallhergang
Das Flugzeug erreichte eine Höhe von 210 Metern, rollte nach links in eine Querneigung von 35° und anschließend in 50° Querneigung rechts. Das Luftfahrzeug schlug um 7.35 Uhr Ortszeit circa 2,5 Kilometer hinter der Startbahn auf und ging in Flammen auf.

## Ursachen

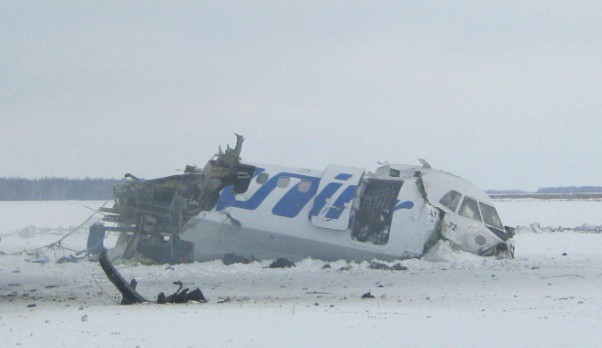
Wrackteil der verunfallten ATR-72

Der Flugdatenschreiber wurde in gutem Zustand gefunden. Nach offiziellen Aussagen der Ermittler funktionierten beide Triebwerke noch bis zum Aufprall normal. 
Das Flugzeug war vorher 8 Stunden im Freien geparkt gewesen, bei Schneefall und Temperaturen um und unter dem Gefrierpunkt. In den 90 Minuten vor dem Unfall starteten 9 Flugzeuge problemlos, die alle enteist worden waren. 
Bei einem davon – ebenfalls einer ATR-72 – wurden vor seiner Enteisung auf Tragflächen und Höhenleitwerk 3 cm Eis und Schnee vorgefunden. 
Die Unfallmaschine wurde vor ihrem Start nicht enteist; auch die Besatzung bestand nicht auf einer Enteisung, obwohl sie beim Rollen Schnee- und Eisablagerungen sah. Diese Ablagerungen sind auch auf Fotos nach dem Absturz noch gut zu erkennen. 
Die aerodynamischen Eigenschaften der Maschine waren dadurch derart verschlechtert, dass es beim Steigflug zum Strömungsabriss kam, den die Piloten nicht als solchen erkannten. 
Beitragende Faktoren: 
- Schwere Mängel im Sicherheitsmanagement der UTAir, bezogen auf Dokumentation sowie Training von Besatzungen und Bodenpersonal.
- Das Bodenpersonal der UTAir in Tjumen war für die Abfertigung weder lizenziert noch qualifiziert. Es hatte lediglich eine 30-minütige Einweisung erhalten.
- Die Vorflugkontrolle durch das Bodenpersonal wurde ohne Nutzung von Leitern durchgeführt, so dass die Ablagerungen nicht gesehen werden konnten. Die Maschine wurde als „sauber“ gemeldet.
- Die Vorflugkontrolle durch den Kapitän wurde nur äußerst flüchtig in wenigen Sekunden absolviert.
- Die Englischkenntnisse beider Piloten waren so schlecht, dass sie nicht in der Lage waren, den Inhalt der Betriebshandbücher und Trainingsunterlagen zu verstehen.
- Mögliche Übermüdung der Besatzung durch Verletzung der Vorschriften über Flugdienst- und Ruhezeiten.[2]